# Goethes Gartenhaus
Goethes Gartenhaus is een huis en museum in het Duitse Weimar.
Het huis in het Park an der Ilm was de eerste verblijfplaats in Weimar van Johann Wolfgang von Goethe. Goethe verwierf het huis aan de voet van de Horn-heuvel in april 1776 Het huis werd in 1709 opgetrokken door Georg Caspar Helmershausen. Hij liet het huis opknappen en de tuin aanleggen; het huis werd gebruikt als woon- en werkplek. Sinds 1998 staat het met 11 andere sites van Klassiek Weimar op de Unesco-Werelderfgoedlijst.